# Karolina Ruszová
Karolina Ruszová (též Karolina Rusz) (1. listopadu 1925, Bystřice – 9. dubna 1976, Český Těšín) byla československá polsky píšící spisovatelka, básnířka a dramatička z Těšínska.
Civilním povoláním byla prodavačka, a následně učitelka hudby.
V jejím díle jsou silně zastoupeny křesťanské motivy, jakož i realistické zobrazení rodného kraje (např. hutnická, horalská a partyzánská tematika).
Do češtiny byly přeloženy její křesťanské romány pro děti Cesta do Zlatého města (1991) a Prorokův syn (1993).